# Bitwa o Kohimę
Bitwa o Kohimę – starcie militarne stoczone pomiędzy Cesarską Armią Japońską a wojskami Imperium Brytyjskiego (głównie indyjskimi) podczas II wojny światowej wokół miasta Kohima, stolicy stanu Nagaland w północno-wschodnich Indiach.
Bitwa toczyła się w trzech etapach pomiędzy 4 kwietnia a 22 czerwca 1944 roku. Od 4 do 16 kwietnia Japończycy próbowali zająć grzbiet Kohima, górujący nad drogą, którą zaopatrywano oblężone oddziały brytyjskie i indyjskie IV Korpusu pod Imphalem. W połowie kwietnia siły brytyjsko-indyjskie w Kohimie zostały uwolnione. Od 18 kwietnia do 13 maja posiłki brytyjskie i indyjskie przeprowadzały kontrataki, aby wyprzeć Japończyków z zajętych pozycji. Japończycy porzucili grzbiet, lecz nadal blokowali drogę Kohima – Imphal. Od 16 maja do 22 czerwca wojska brytyjskie i indyjskie ścigały wycofujących się Japończyków i ponownie otworzyły tę strategicznie ważną drogę. Bitwa zakończyła się 22 czerwca, kiedy wojska brytyjskie i indyjskie nacierające z Kohimy oraz Imphalu spotkały się w punkcie nazwanym Milestone 109.
Bitwa o Kohimę została nazwana przez autorów takich jak Martin Dougherty i Jonathan Ritter „Stalingradem Wschodu”. Wraz z toczącą się w tym samym czasie bitwą o Imphal okazała się punktem zwrotnym w kampanii birmańskiej. W 2013 roku w ankiecie przeprowadzonej przez British National Army Museum uznano bitwy o Imphal i Kohimę za jedno z największych zwycięstw w historii Wielkiej Brytanii (ang. Greatest Battle Britain).

## Tło sytuacyjne
Japoński plan inwazji na Indie, nazwany kryptonimem U-Go, był pierwotnie zamierzony jedynie na zniszczenie brytyjskiego IV Korpusu pod Imphalem w Manipurze, aby zakłócić plany ofensywne aliantów na 1944 rok. Dowódca japońskiej 15 Armii, gen. por. Ren’ya Mutaguchi, rozszerzył plan inwazji głęboko na terytorium Indii, nie wykluczając nawet całkowitego podbicia Indii Brytyjskich.
Gdyby Japończykom udało się zdobyć silną pozycję w Indiach, zademonstrowaliby w ten sposób słabość Imperium Brytyjskiego i dodaliby otuchy indyjskim nacjonalistom w ich wysiłkach dekolonizacyjnych. Ponadto okupacja obszaru wokół Imphalu poważnie wpłynęłaby na amerykańskie wysiłki mające na celu zaopatrywanie armii Czang Kaj-szeka w Chinach. Cele różnych sztabów zostały ostatecznie połączone, a ofensywa zatwierdzona przez Imperialną Kwaterę Główną 7 stycznia 1944 roku.
Częścią planu było wysłanie japońskiej 31 Dywizji (składającej się z 58 Pułku, 124 Pułku, 138 Pułku i 31 Pułku Artylerii Górskiej) w celu zajęcia Kohimy i odcięcia w ten sposób Imphalu. Mutaguchi chciał wykorzystać zdobycie Kohimy, pchając 31 Dywizję do Dimapur, ważnego węzła kolejowego i bazy logistycznej w dolinie rzeki Brahmaputra.
Dowódca 31 Dywizji, gen. por. Kōtoku Satō, był niezadowolony ze swojej roli. Nie był zaangażowany w planowanie ofensywy i miał poważne wątpliwości co do jej szans powodzenia. Powiedział nawet swojemu personelowi, że wszyscy mogą umrzeć z głodu. Podobnie jak wielu wyższych oficerów japońskich, Satō uważał Mutaguchiego za „głupca”. On i Mutaguchi byli również po przeciwnych stronach podczas rozłamu między frakcjami Tōsei-ha (Ugrupowanie Kontroli, 1931–1936) i Kōdō-ha (Ugrupowanie Cesarskiej Drogi, 1931–1936) w armii japońskiej w latach trzydziestych, a Satō uważał, że ma powody, by nie ufać motywom Mutaguchiego.

## Preludium

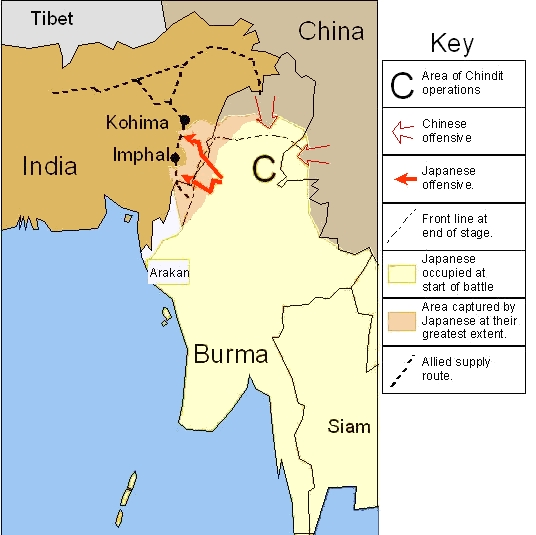
Mapa bitew pod Imphalem i Kohimą

Począwszy od 15 marca 1944 roku japońska 31 Dywizja przekroczyła rzekę Czinduin w pobliżu Homalinu i ruszyła na północny zachód przez dżunglę na froncie o szerokości prawie 97 km. Chociaż warunki marszu były trudne, osiągnięto duży postęp. Lewe skrzydło dywizji, składające się z większości oddziałów 58 Pułku i prowadzone przez dowódcę dywizyjnej Grupy Piechoty gen. mjr. Shigesaburō Miyazakiego, wyprzedziło sąsiednią formację (japońską 15 Dywizję Piechoty), gdy ta starła się z oddziałami indyjskimi osłaniającymi północne podejście do Imphalu 20 marca.
Indyjskie wojska składały się głównie z 50 Brygady Spadochronowej pod dowództwem bryg. Maxwella Hope-Thompsona w Sangshaku. Chociaż nie była ona celem Miyazakiego, postanowił usunąć ją ze swojej linii natarcia. Bitwa o Sangshak trwała sześć dni. Żołnierzom brygady spadochronowej rozpaczliwie brakowało wody pitnej, ale siły Miyazakiego były z kolei do końca bitwy osłabione przez brak artylerii. W końcu, gdy część żołnierzy japońskiej 15 Dywizji dołączyła do bitwy, Hope-Thompson wycofał się. 50 Brygada Spadochronowa straciła 600 ludzi, podczas gdy Japończycy ponieśli straty w wysokości 400 żołnierzy. Miyazaki przechwycił część żywności i amunicji, które Royal Air Force (RAF) zrzuciła obrońcom Sangshaku. Jednak jego żołnierze, którzy mieli najkrótszą i najłatwiejszą drogę do Kohimy, zostali opóźnieni o tydzień.
W międzyczasie dowódca brytyjskiej 14 Armii, gen. por. William Slim, z opóźnieniem zdał sobie sprawę (częściowo na podstawie japońskich dokumentów zdobytych w Sangshaku), że cała japońska dywizja zmierza w kierunku Kohimy. On i jego sztab początkowo wierzyli, że z powodu trudnego terenu w tej okolicy Japończycy będą w stanie wysłać tylko pułk, aby zająć Kohimę.
Slim wiedział, że w Kohimie jest niewiele oddziałów bojowych, dużo zaś słabo wyszkolonych żołnierzy jednostek łączności i służb pomocniczych, a w głównej bazie Dimapur 48 km na północ nie ma żadnego oddziału bojowego. W Dimapurze mieściły się potężne składy zaopatrzenia, zgromadzone na obszarze o łącznej długości 18 km i szerokości 1,6 km. Ponieważ upadek Dimapuru byłby katastrofą dla aliantów, Slim poprosił swojego przełożonego, gen. George'a Giffarda (dowodzącego 11 Grupą Armii) o więcej żołnierzy, aby bronić Dimapuru i przygotować się do zorganizowania odsieczy dla wojsk alianckich pod Imphalem.
Alianci już pospiesznie wzmacniali front pod Imphalem. W ramach tego ruchu piechota i artyleria indyjskiej 5 Dywizji Piechoty zostały przerzucone z Arakanu, gdzie właśnie uczestniczyły w odparciu pomocniczej japońskiej ofensywy w bitwie o Ngakyedauk. Podczas gdy główne siły dywizji trafiły do Imphalu (gdzie niektóre jednostki zostały odizolowane przez wroga i prawie wszystkie rezerwy IV Korpusu zostały już zaangażowane w walkę), indyjska 161 Brygada Piechoty dowodzona przez bryg. Dermota Warrena z dołączonym 24 Pułkiem Artylerii Górskiej wyruszyła do Dimapuru.
Na początku marca 23 Brygada Piechoty została odłączona z sił Chinditów pod dowództwem gen. mjr. Orde Wingate'a i została wysłana koleją z okolic Lalaghat do Jorhat, 80 km na północ od Dimapuru, gdzie miała zabezpieczać flankę przed japońskimi atakami na bazę. Gen. Giffard i gen. Claude Auchinleck, głównodowodzący British Indian Army, przygotowywali się również do wysłania brytyjskiej 2 Dywizji Piechoty i indyjskiego XXXIII Korpusu pod dowództwem gen. por. Montagu Stopforda z rezerwy w południowych i środkowych Indiach do Dimapuru drogą lądową oraz kolejową.
Dopóki kwatera główna XXXIII Korpusu nie dotarła jeszcze do Dimapuru, dowództwo obszaru linii komunikacyjnej 202 z gen. mjr. R.P.L. Rankinga na czele przejęło kontrolę nad obszarem.

## Bitwa

### Geografia
Strategiczne znaczenie Kohimy w generalnej ofensywie japońskiej w 1944 roku polegało na tym, że był to szczyt górujący nad przełęczą, którą biegła najlepsza dla Japończyków droga z Birmy do Indii Droga ta była głównym szlakiem zaopatrzeniowym pomiędzy bazą w Dimapurze, w dolinie rzeki Brahmaputra, a Imphalem, gdzie brytyjskie i indyjskie oddziały IV Korpusu (składające się z indyjskiej 17, 20 i 23 Dywizji Piechoty) stawiały czoła głównym siłom japońskim.
Sam grzbiet Kohima biegnie mniej więcej z północy na południe. Droga z Dimapuru do Imphalu wspina się na jego północny kraniec i biegnie wzdłuż wschodniej ściany wzniesienia. W 1944 roku miasto Kohima było centrum administracyjnym stanu Nagaland. Zastępcą komisarza stanowego był Charles Pawsey. Jego bungalow stał na zboczu wzgórza na zakręcie drogi, z ogrodami i kortem tenisowym oraz klubem na tarasach powyżej. Chociaż niektóre tarasy wokół wsi zostały oczyszczone pod uprawę, to strome zbocza grzbietu były generalnie gęsto zalesione.
Na północ od grzbietu leżała gęsto zaludniona wioska Naga, nad którą górowało wzgórze Treasury Hill i pagórek Church Knoll, nazwany tak przez baptystów i innych chrześcijańskich misjonarzy działających w Nagaland przez poprzednie półwiecze. Na południe i na zachód od grzbietu Kohima znajdowały się grzbiet GPT i porośnięta dżunglą ostroga Aradura. Różne brytyjskie i indyjskie służby wojskowe działające w okolicy nadały nowe nazwy niektórym miejscom, które miały być ważne w bitwie, np. Field Supply Depot zmieniło nazwę na wzgórze FSD, lub po prostu FSD. Japończycy nadali później tym miejscom własne kryptonimy; na przykład Garrison Hill było im znane jako Inu (pies), a Kuki Piquet jako Saru (małpa).

### Oblężenie
Przed przybyciem indyjskiej 161 Brygady jedynymi pododdziałami alianckimi walczącymi w rejonie Kohimy były: nowo utworzony 1. batalion Pułku Assam i kilka plutonów z 3. batalionu Naga Hills, należącego do paramilitarnych oddziałów Assam Rifles. Pod koniec marca 161 Brygada rozlokowała się w Kohimie, ale gen. mjr Slim nakazał jej powrót do Dimapuru, ponieważ początkowo wydawało się, że miasto to ma większe znaczenie strategiczne. Kohima była uważana za blokadę drogową, podczas gdy Dimapur był węzłem kolejowym i głównym magazynem, w którym przechowywano większość zaopatrzenia aliantów. Slim obawiał się również, że Japończycy mogą zostawić tylko niewielkie oddziały, aby związać walką garnizon Kohimy, podczas gdy główna część 31 Dywizji ruszy ścieżkami na wschód, aby zaatakować Dimapur.
Ku uldze Slima, Satō skoncentrował swoje siły jednak na zdobyciu Kohimy. Na początku oblężenia, 8 kwietnia, Mutaguchi osobiście nakazał Satō wysłanie oddziału do ataku na Dimapur. Satō niechętnie wysłał jeden batalion z 138 Pułku, ale kilka godzin później przełożony Mutaguchiego, gen. por. Masakazu Kawabe dowodzący Armią Obszaru Birmy, odwołał ten manewr.
Gdy prawe skrzydło i środek japońskiej 31 Dywizji zbliżyły się do wioski Jessami, 48 km na wschód od Kohimy, począwszy od 1 kwietnia elementy Pułku Assam prowadziły działania opóźniające przeciwko nim. Niemniej, żołnierze na wysuniętych pozycjach zostali wkrótce wyparci i Pułk Assam otrzymał rozkaz wycofania się. W nocy 3 kwietnia wojska Miyazakiego dotarły do wioski Naga i zaczęły rozpoznawać Kohimę od południa.
Kwatera Główna XXXIII Korpusu przejęła odpowiedzialność za ten odcinek frontu 3 kwietnia. Następnego dnia rozkazała indyjskiej 161 Brygadzie, aby ponownie ruszyła naprzód do Kohimy, lecz tylko 4. batalion Pułku Queen's Own Royal West Kent, dowodzony przez ppłk. Johna Laverty'ego, i kompania z 4. batalionu 7 Pułku Radżputańskiego przybyły do Kohimy, zanim Japończycy przecięli drogę na zachód od grzbietu. Oprócz tych żołnierzy ze 161 Brygady, garnizon składał się z niedoświadczonego batalionu Pułku Shere Królewskiej Armii Nepalu, niektórych kompanii z Pułku Birmańskiego, niektórych z Pułku Assam, który wycofał się do Kohimy oraz różnych oddziałów tworzonych ad-hoc z lekko rannych żołnierzy i personelu jednostek łącznościowych, o niskiej wartości bojowej. Garnizon liczył łącznie około 2500 osób, z których około tysiąc nie miało przeszkolenia bojowego i był dowodzony przez płk. Hugh Richardsa, który służył wcześniej u Chinditów.
Oblężenie rozpoczęło się 6 kwietnia. Garnizon był nieustannie ostrzeliwany przez Japończyków za pomocą dział artyleryjskich i moździerzy, w wielu przypadkach produkcji brytyjskiej, zdobytych w Sangshaku i innych magazynach przez nacierające wojska japońskie. Obrońcy powoli byli spychani na niewielki perymetr obronny wokół Garrison Hill. Mieli wsparcie artyleryjskie ze strony głównych sił 161 Brygady, która sama została odcięta 3,2 km od Jotsomy, ale podobnie jak w Sangshaku, brakowało im wody pitnej. Punkt zaopatrzenia w wodę znajdował się na grzbiecie GPT, który został zdobyty przez Japończyków już pierwszego dnia oblężenia. Niektórzy z obrońców Kohimy nie byli w stanie wycofać się na inne pozycje na grani i zamiast tego odeszli w kierunku Dimapuru. Płócienne zbiorniki na wodę na FSD i w szpitalu polowym nie zostały napełnione ani okopane należycie, aby chronić je przed ogniem wroga. Małe źródło wody zostało odkryte po północnej stronie Garrison Hill, ale można było do niego dotrzeć tylko nocą. Stanowiska opatrunkowe były narażone na japoński ostrzał, a ranni żołnierze często zostawali trafieni ponownie, gdy oczekiwali w kolejce na pomoc medyczną.
Część najcięższych walk toczyła się na północnym krańcu grzbietu Kohima, wokół bungalowu i kortu tenisowego zastępcy komisarza, podczas tak zwanej bitwy o kort tenisowy. Kort ten stał się ziemią niczyją, a Japończycy i alianci okopali się po jego przeciwnych stronach, tak blisko siebie, że pomiędzy ich okopami przerzucano granaty ręczne. Amerykańscy historycy Alan Millet i Williamson Murray pisali o walkach w tym miejscu: „Nigdzie w czasie II wojny światowej – nawet na froncie wschodnim – walczący nie bili się z bardziej bezmyślną dzikością”.
W nocy z 17 na 18 kwietnia Japończycy ostatecznie zajęli bungalow. Inne oddziały zdobyły Kuki Picquet, przecinając garnizon Kohimy na dwie części. Sytuacja obrońców była rozpaczliwa, lecz Japończycy nie rozwinęli ataku w stronę wzgórza Garrison, ponieważ byli już zbyt wyczerpani głodem i walkami. Gdy nastał dzień, przybyły wojska indyjskiej 161 Brygady, by odciążyć garnizon.

### Odsiecz
Brytyjska 2 Dywizja, dowodzona przez gen. mjr. Johna Grovera, wycofała się do Dimapuru na początku kwietnia. Do 11 kwietnia 14 Armia miała w tym rejonie mniej więcej taką samą liczbę żołnierzy jak Japończycy. Brytyjska 5 Brygada 2 Dywizji przedarła się przez japońskie blokady drogowe, aby odciążyć 161 Brygadę w Jotsomie 15 kwietnia. Brytyjska 6 Brygada przejęła pozycje obronne 161 Brygady („Jotsoma Box”), umożliwiając 161 Brygadzie ze wsparciem powietrznym, artyleryjskim i pancernym atak na Kohimę 18 kwietnia. Po dniu ciężkich walk czołowe oddziały Brygady (1. batalion 1 Pułku Pendżabskiego) przedarły się i rozpoczęły odciążanie garnizonu Kohimy. W tym momencie Kohima przypominała już pole bitwy z I wojny światowej – zmiażdżone zostały drzewa, zrujnowane budynki, a ziemia pokryta kraterami po pociskach.
Pod osłoną ciemności ranni (w liczbie 300) zostali wyprowadzeni spod ostrzału. Chociaż kontakt został nawiązany, pełne zajęcie drogi między Jotsomą a Kohimą zajęło kolejne 24 godziny. Od 19 kwietnia do wczesnych godzin porannych 20 kwietnia brytyjska 6 Brygada całkowicie zastąpiła pierwotny garnizon, a o godzinie 6:00 20 kwietnia dowódca garnizonu, płk Richards, przekazał jej dowództwo nad obszarem. Obserwatorzy 6 Brygady byli zaskoczeni stanem garnizonu; jeden zaprawiony w bojach oficer skomentował: „Wyglądali jak starzejące się, poplamione krwią strachy na wróble, padające ze zmęczenia; jedyną czystą u nich rzeczą była broń, a pachnęli krwią, potem i śmiercią”.
Miyazaki kontynuował próby zdobycia Garrison Hill i przez kilka kolejnych nocy toczyły się ciężkie walki o tę pozycję, z dużymi stratami po obu stronach. Japońskie pozycje na Kuki Picquet znajdowały się zaledwie 46 m od Garrison Hill, dlatego często dochodziło do walki wręcz. Po drugiej stronie wzgórza, w nocy z 26 na 27 kwietnia, brytyjski kontratak doprowadził do odbicia budynku klubowego nad bungalowem, z którego rozciągał się widok na większość centralnej części japońskich pozycji.

### Kontrofensywa

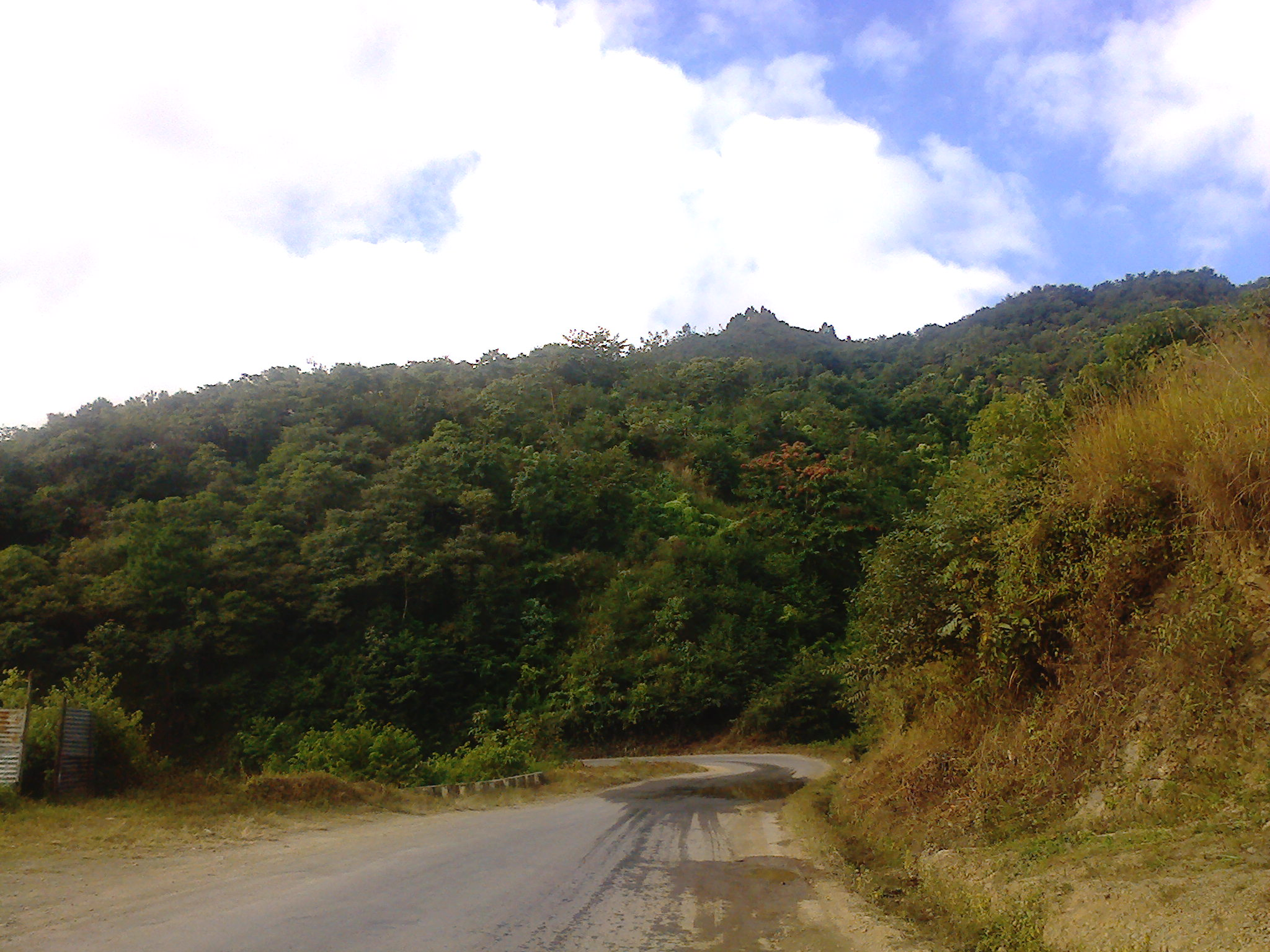
Historyczna droga Kohima – Imphal w 2013 roku

Japończycy zreorganizowali swoje siły obronne. Ich lewe skrzydło pod dowództwem Miyazakiego utrzymywało grzbiet Kohima z czterema batalionami. Dowództwo dywizji pod wodzą samego Masakazu Kawabe i siły centralne płk. Shiraishiego utrzymywały wioskę Naga wraz z innymi czterema batalionami. Znacznie mniejsze siły na prawym skrzydle utrzymywały wioski na północy i wschodzie.
Aby wesprzeć swój atak na pozycje japońskie, Brytyjczycy zgromadzili trzydzieści osiem 3,7-calowych haubic górskich, czterdzieści osiem 25-funtowych dział polowych i dwa 5,5-calowe działa średnie. Myśliwce bombardujące Hawker Hurricane 34 Eskadry i bombowce nurkujące Vultee Vengeance z 84 Eskadry również bombardowały i ostrzeliwały pozycje japońskie. Japończycy mogli się im przeciwstawić tylko siedemnastoma lekkimi działami górskimi z bardzo małą ilością amunicji. Niemniej postęp brytyjskiego kontrataku był powolny. Czołgi nie mogły być skutecznie użyte w tak trudnym terenie, a bunkry obsadzone przez Japończyków były bardzo głęboko okopane, dobrze ukryte i tak rozstawione, aby mogły wzajemnie wspierać się ogniem.
Podczas gdy brytyjska 6 Brygada broniła Garrison Hill, pozostałe dwie brygady 2 Dywizji próbowały oskrzydlić oba krańce pozycji japońskich, w wiosce Naga na północy i na grzbiecie GPT na południu. W tym czasie monsun ustąpił, a strome zbocza były pokryte błotem, co utrudniało poruszanie się i zaopatrywanie. W niektórych miejscach brytyjska 4 Brygada musiała wycinać stopnie na zboczach wzgórz i budować poręcze, aby w ogóle posunąć się do przodu. 4 maja brytyjska 5 Brygada zdobyła przyczółek na obrzeżach wioski Naga, ale spadł na nią japoński kontratak i została odparta. Tego samego dnia brytyjska 4 Brygada, po długim marszu na flankę wokół góry Pulebadze, aby zbliżyć się do grzbietu Kohima od południowego zachodu, zaatakowała grzbiet GPT w ulewnym deszczu i zajęła część wzniesienia z zaskoczenia, lecz nie była w stanie opanować całego grzbietu. Dwóch kolejnych dowódców brytyjskiej 4 Brygady zginęło tam później w walkach na bliskim dystansie.
Oba ataki oskrzydlające nie powiodły się z powodu trudnego ukształtowania terenu i pogody, a brytyjska 2 Dywizja skoncentrowała się na atakowaniu pozycji japońskich wzdłuż grzbietu Kohimy od 4 maja. Ogień z japońskich posterunków na przeciwległym zboczu grzbietu GPT wielokrotnie dosięgnął brytyjskich żołnierzy atakujących wzgórze Więzienne (ang. Jail Hill) na flance, zadając im ciężkie straty i uniemożliwiając zajęcie tego wzgórza przez tydzień. Stopniowo zajmowano jednak kolejne pozycje. Wzgórze Więzienne, wraz z Kuki Picquet, FSD i DIS, zostało ostatecznie zdobyte przez indyjską 33 Brygadę Piechoty 11 maja, po tym jak ostrzał z pocisków dymnych uniemożliwił obronę japońskim strzelcom karabinów maszynowych i pozwolił żołnierzom na jego opanowanie wyniesienia oraz okopanie się.
Ostatnimi japońskimi pozycjami na grani był kort tenisowy i ogrody nad domem zastępcy komisarza. 13 maja, po kilku nieudanych próbach oskrzydlenia lub frontalnego szturmu tych pozycji, Brytyjczycy ostatecznie wybili buldożerem w zrytej pociskami ziemi tor prowadzący na szczyt położonej wyżej pozycji, po którym można było przepchać czołg. Czołg M3 Grant przejechał tą trasą, spadł na kort tenisowy i zniszczył japońskie okopy oraz bunkry. 2. batalion Pułku Dorsetshire nacierał w ślad za nim i zdobył wzgórze, na którym dawniej stał bungalow, ostatecznie oczyszczając w ten sposób grzbiet Kohimy. Na terenie tym zrytym wybuchami panowały muchy i szczury, wszędzie leżały niepogrzebane szczątki ludzkie. Warunki, w jakich żyły i walczyły wojska japońskie, zostały opisane w kilku źródłach, w tym przez Franka McLynna, jako „niewyobrażalne”.
Sytuacja pogorszyła się dla Japończyków, gdy przybyło jeszcze więcej alianckich posiłków. Indyjska 7 Dywizja Piechoty, dowodzona przez gen. mjr. Franka Messervy'ego, przybywała w częściach drogami samochodowymi i koleją z Arakanu. Jej 33 Brygada została już zwolniona z rezerwy XXXIII Korpusu, aby dołączyć do walk na grzbiecie Kohimy 4 maja. Indyjska 114 Brygada Piechoty i dowództwo dywizji przybyły 12 maja, po czym (z dowództwem 161 Brygady) dywizja skoncentrowała się na odbiciu wioski Naga od północy. Samodzielna indyjska 268 Brygada Piechoty została wykorzystana do odciążenia brygad brytyjskiej 2 Dywizji i umożliwienia im odpoczynku, zanim Brytyjczycy wznowili natarcie na południe wzdłuż drogi do Imphalu.
Niemniej jednak, gdy alianci przypuścili kolejny atak 16 maja, Japończycy nadal zaciekle bronili wioski Naga i ostrogi Aradura. Atak na wzgórze Naga w nocy z 24 na 25 maja nie przyniósł żadnych zdobyczy terytorialnych. Kolejny atak, skierowany na oba końce ostrogi Aradura w nocy z 28 na 29 maja, został odparty z jeszcze większymi stratami wśród atakujących. Powtarzające się niepowodzenia, w połączeniu z wyczerpaniem i trudnym klimatem, zaczęły wpływać negatywnie na morale brytyjskiej 2 Dywizji.

### Japoński odwrót
Decydującym czynnikiem, który przesądził o klęsce Japończyków, był brak dostaw zaopatrzenia. Japońska 31 Dywizja weszła do operacji z zapasem żywności tylko na trzy tygodnie. Kiedy te zapasy się wyczerpały, Japończycy musieli żyć na skąpych zasobach zdobytych na wrogu i z tego, co mogli znaleźć w coraz bardziej wrogo do nich nastawionych, okolicznych wioskach. Warto wspomnieć, że krótko przed rozpoczęciem oblężenia Kohimy, Japończycy zdobyli ogromny magazyn w wiosce Naga z ryżem w ilości wystarczającej na wyżywienie dywizji „przez trzy lata”, ale został on natychmiast zbombardowany przez Brytyjczyków, a zapasy ryżu uległy zniszczeniu. Brytyjska 23 Brygada, która działała na tyłach japońskiej dywizji, przecięła japońskie linie zaopatrzeniowe i uniemożliwiła nieprzyjacielowi szukanie pożywanie na wzgórzach Naga na wschód od Kohimy. Japończycy zorganizowali dwie misje zaopatrzeniowe, używając zdobycznych jeepów do transportu zaopatrzenia zza rzeki Czinduin do 31 Dywizji, ale przywieźli głównie artylerię i amunicję przeciwpancerną, a nie żywność.
W połowie maja żołnierze gen. por. Satō dosłownie umierali z głodu. Uważał on, że Mutaguchi i kwatera główna japońskiej 15 Armii nie zwracali uwagi na jego sytuację, ponieważ wydali mu kilka zagmatwanych i sprzecznych rozkazów w kwietniu. Ponieważ główny atak na Imphal załamał się w połowie kwietnia, Mutaguchi zażyczył sobie 31 Dywizji lub jej części, aby przyłączyć te siły do ataku na Imphal od północy, nawet gdy dywizja walczyła o zdobycie i utrzymanie Kohimy. Satō uważał, że kwatera główna 15 Armii wydawała swojej dywizji nierealistyczne rozkazy bez odpowiedniego planowania lub rozważenia warunków. Nie wierzył też w to, że podjęte zostaną starania dostarczenia zaopatrzenia do jego oddziału. Zaczął rozważać wycofanie swoich żołnierzy, aby umożliwić im uzupełnienie zapasów.
25 maja Satō powiadomił dowództwo 15 Armii, że wycofa się 1 czerwca, chyba że jego dywizja otrzyma wcześniej zaopatrzenie. Ostatecznie 31 maja opuścił wioskę Naga i inne pozycje na północ od drogi, pomimo rozkazów Mutaguchiego, aby utrzymać się na tej pozycji. Odwrót dowódcy dywizji bez rozkazu lub pozwolenia od swojego przełożonego był precedensem w armii japońskiej. Wycofanie się Satō pozwoliło indyjskiemu XXXIII Korpusowi oskrzydlenie pozycji Miyazakiego na ostrodze Aradura i rozpoczęcie natarcia na południe.

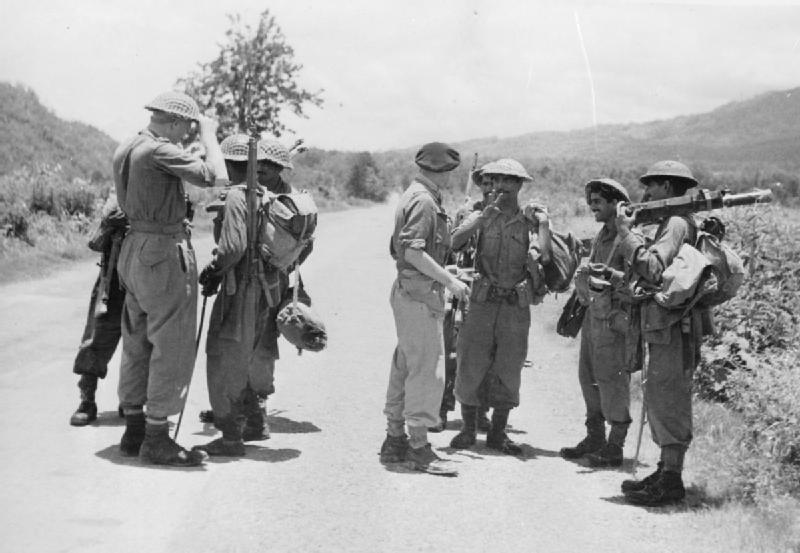
Spotkanie dwóch ramion 14 Armii, nacierających spod Kohimy i Imphalu w punkcie nazwanym Milestone 109

Oddziały Miyazakiego nadal prowadzały działania opóźniające straży tylnej i burzyły mosty wzdłuż drogi do Imphalu, ale ostatecznie zostały zepchnięte z drogi i zmuszone do odwrotu na wschód. Pozostała część japońskiej dywizji wycofała się z trudem na południe, znajdując niewiele żywności, ponieważ większość nielicznych zapasów przewiezionych przez Czinduin została zużyta przez inne jednostki japońskie, które były tak samo wygłodzone jak ludzie Satō. Wielu żołnierzy z 31 Dywizji było zbyt osłabionych, by dojść dalej na południe niż do Ukhrulu (w pobliżu pola bitwy o Sangshak), gdzie założono szpitale polowe, ale bez lekarstw, personelu medycznego czy żywności, albo do Humine 32 km na południe od Ukhrulu, gdzie Satō próżno miał nadzieję znaleźć jakieś zapasy.
Indyjski Korpus XXXIII podążył za wycofującymi się Japończykami. Brytyjska 2 Dywizja posuwała się główną drogą, podczas gdy indyjska 7 Dywizja (używając mułów i jeepów jako głównych środków transportu) poruszała się po nierównym terenie na wschód od drogi. 22 czerwca czołowe oddziały brytyjskiej 2 Dywizji spotkały się z główną częścią indyjskiej 5 Dywizji Piechoty, posuwającej się na północ od Imphalu, w miejscu nazwanym Milestone 109, 48 km na południe od Kohimy. Oblężenie Imphalu dobiegło końca, a konwoje ciężarówek szybko zaczęły zaopatrywać żołnierzy tam walczących.

## Następstwa
Na początku lipca, po kilku tygodniach ignorowania rozkazów dowództwa armii, gen. por. Satō został zdjęty z dowodzenia 31 Dywizją. Cała japońska ofensywa została przerwana w tym samym czasie. Gen. mjr Slim zawsze szydził z Satō jako najbardziej nieudolnego ze swoich przeciwników, a nawet opowiadał, jak rzekomo odradzał RAF-owi bombardowanie jego kwatery dowodzenia, ponieważ chciał, aby Satō pozostał przy życiu, jako pomocnik w działaniach wojennych aliantów. Jednak źródła japońskie obwiniają jego przełożonego, Mutaguchiego, zarówno za słabości pierwotnego planu, jak i za niechęć pomiędzy nim a Satō, która skłoniła tego drugiego do skoncentrowania się na ocaleniu swojej dywizji, a nie na dążeniu do osiągnięcia mało realistycznych celów całej ofensywy.
Po tym, jak Satō został usunięty ze stanowiska, odrzucił propozycję popełnienia rytualnego seppuku i zażądał rozprawy przed sądem wojennym, aby oczyścić swoje imię i upublicznić jego skargi na kwaterę główną 15 Armii. Jednak za namową gen. por. Kawabe, uznano, że Satō doznał załamania psychicznego i w związku z tym został uznany za niezdolnego do stanięcia przed sądem. Został zastąpiony jako dowódca 31 Dywizji przez gen. por. Tsuchitarō Kawadę. Gen. mjr Miyazaki został natomiast awansowany i mianowany dowódcą japońskiej 54 Dywizji stacjonującej w Arakanie.
Po stronie alianckiej gen. mjr Grover został odwołany z dowództwa brytyjskiej 2 Dywizji 5 lipca za powolność w prowadzeniu ofensywy, a także po skargach dotyczących traktowania indyjskich formacji (161 i 33 Brygady) dołączonych do jego dywizji. Zastąpił go gen. mjr. Cameron Nicholson. Grover przyjął zwolnienie ze stoickim spokojem, po czym został mianowany dyrektorem Army Welfare Services w War Office. 70 lat po bitwie pod Kohimą odsłonięto jego pomnik w Jotsomie, miejscu gdzie stała kwatera dowództwa 2 Dywizji. Bryg. Dermot Warren, który dowodził indyjską 161 Brygadą podczas oblężenia, został awansowany na dowódcę indyjskiej 5 Dywizji, ale zginął w katastrofie lotniczej następnego roku.
Wielkie straty Japończyków poniesione w bitwach pod Imphalem i Kohimą (głównie z powodu głodu i chorób) miały ogromny, osłabiający wpływ na obronę Birmy przed atakami aliantów w następnym roku.

## Analiza

### Straty
Podczas bitwy o Kohimę siły brytyjskie i indyjskie straciły 4064 ludzi, zabitych, zaginionych i rannych. Straty Japońskie wyniosły 5764 żołnierzy, a ponadto wielu żołnierzy z 31 Dywizji zmarło po bitwie z powodu chorób lub głodu, albo popełniło samobójstwo.

### Znaczenie zaopatrywania wojsk drogą lotniczą
Zaopatrywanie Kohimy z powietrza było znaczącą częścią wysiłku logistycznego, który w szczytowym okresie pozwalał dostarczać siłom alianckim na tym obszarze około 500 ton zapasów dziennie. Podczas oblężenia Kohimy i Imphalu, alianci opierali się całkowicie na dostawach z powietrza prowadzonych przez samoloty brytyjskie i amerykańskie latające z głębi Indii do czasu oczyszczenia drogi z węzła kolejowego w Dimapurze. W Kohimie, ze względu na wąskie grzbiety górskie, dużym problemem okazała się celność zrzutów, a wraz z intensyfikacją walk i zmniejszaniem się obszaru bronionego przez wojska alianckie zadanie stawało się coraz trudniejsze i bardziej niebezpieczne. Aby poprawić celność zrzutów, piloci Dakot zostali zmuszeni do lotu na bardzo niskim pułapie.
Rosnąca dominacja lotnictwa aliantów na tym etapie kampanii birmańskiej była głównym czynnikiem pomagającym Sprzymierzonym odwrócić bieg wydarzeń na tym teatrze działań wojennych. Zaopatrywanie wojsk lądowych z powietrza umożliwiło oddziałom brytyjskim i indyjskim utrzymanie się na pozycjach, które w innym wypadku musiałyby zostać opuszczone z powodu braku amunicji, żywności i wody; posiłki i zapasy mogły być dostarczane nawet wtedy, gdy garnizony zostały odcięte i całkowicie otoczone. Z drugiej strony Japończykom trudniej było rozwiązać własną sytuację zaopatrzeniową i ostatecznie był to jeden z czynników decydujących o wyniku bitwy.

## Pamięć

### Odznaczenia przyznane za bitwę
Za czyny bohaterstwa dokonane w bitwie o Kohimę przyznano dwa Krzyże Wiktorii:
- kpr. Lance John Pennington Harman[91][92] z 4. batalionu Pułku Queen's Own Royal West Kent, indyjskiej 161 Brygady Piechoty, indyjskiej 5 Dywizji Piechoty. Podczas ciężkich walk wokół FSD samodzielnie zniszczył dwa japońskie stanowiska karabinów maszynowych, pierwsze w nocy z 7 na 8 kwietnia, a drugie w nocy z 8 na 9 kwietnia[93]. Został zabity w czasie wycofywania się po tym drugim czynie, odznaczono go pośmiertnie[94];
- kpt. John Niel Randle[95] z 2. batalionu Pułku Royal Norfolk, 4 Brygady Piechoty, brytyjskiej 2 Dywizji Piechoty[96].

### Cmentarz i pomnik

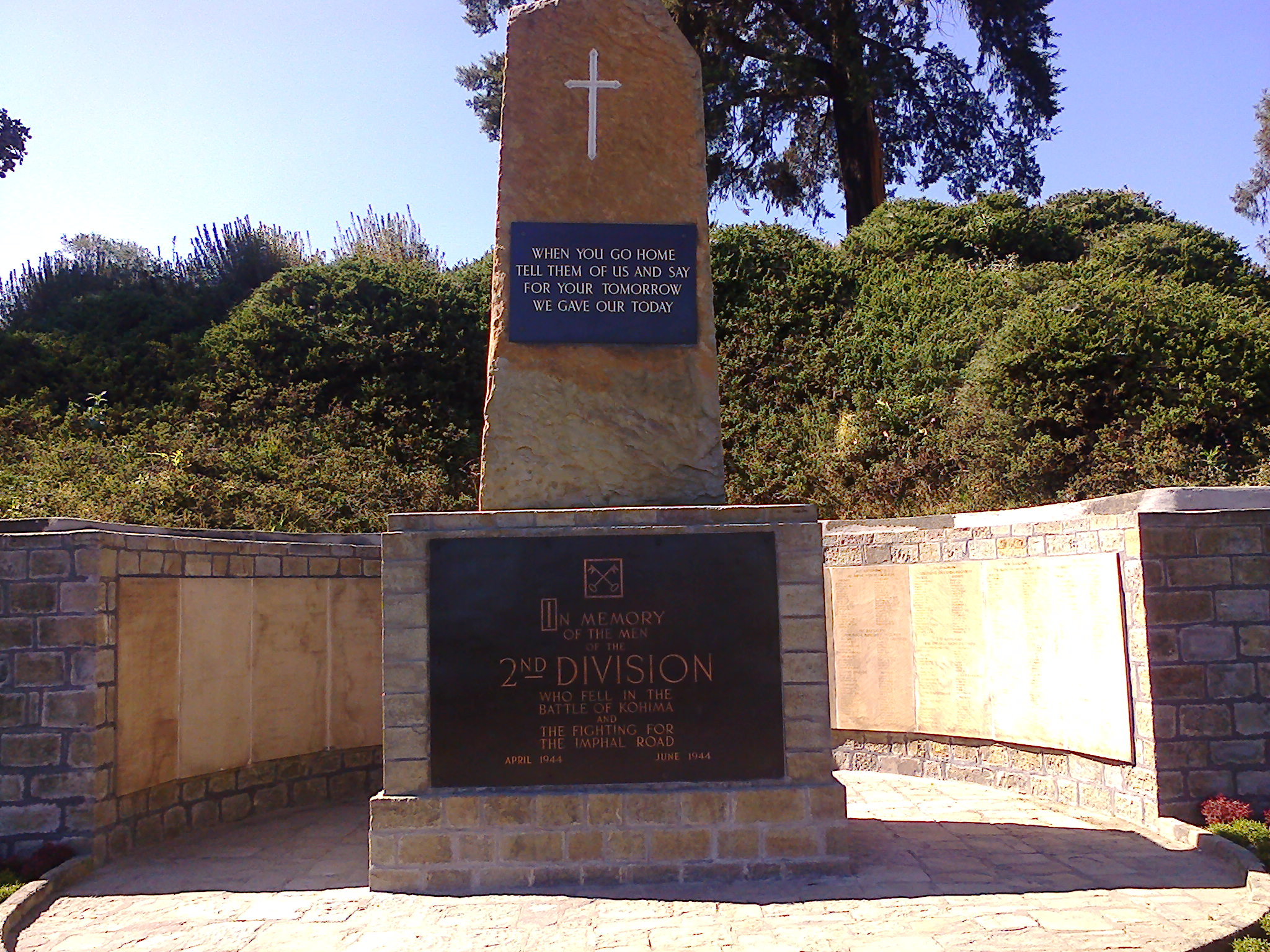
Pomnik brytyjskiej 2 Dywizji Piechoty w Kohimie ze słynnym epitafium: When You Go Home, Tell Them Of Us And Say, For Your Tomorrow, We Gave Our Today

Cmentarz wojenny w Kohimie ze szczątkami 1420 poległych żołnierzy alianckich jest utrzymywany przez Komisję Grobów Wojennych Wspólnoty Narodów. Cmentarz położony jest na zboczach wzgórza Garnizonowego, na terenie dawnego kortu tenisowego zastępcy komisarza. Epitafium wyryte na pomniku brytyjskiej 2 Dywizji Piechoty na cmentarzu stało się znane na całym świecie jako Epitafium Kohimy (ang. Kohima Epitaph). Brzmi ono:

When you go home, tell them of us and say,
For your tomorrow, we gave our today

Kiedy wrócisz do domu, opowiedz im o nas i powiedz:
Za twoje jutro oddaliśmy nasze dzisiaj

Werset ten przypisuje się brytyjskiemu poecie Johnowi Maxwellowi Edmondsowi (1875–1958) i uważa się, że został on zainspirowany epitafium napisanym przez Symonidesa na cześć Spartan, którzy polegli w bitwie pod Termopilami w 480 p.n.e.